# Aleksandra Zimny
Aleksandra Zimny (født 21. maj 1996) er en kvindelig polsk håndboldspiller, som spiller for rumænske SCM Gloria Buzău og Polens kvindehåndboldlandshold.
Hun startede sin håndboldkarriere i Polen for hjembyens ligahold Pogoń Szczecin indtil 2017. Med Szczecin nåede hun bl.a. finalen i EHF Challenge Cup i 2015. Hun tog derefter til Norge i 2017 for at spille for Storhamar Håndball og senere Volda Håndball indtil 2020. I 2020 vendte hun tilbage til Polen, for at spille for JKS Jarosław. Siden sommeren 2023 har hun spillet i Rumænien for SCM Gloria Buzău.
Zimny repræsenterede Polen under VM i håndbold 2021 i Spanien og VM i håndbold 2023 i Danmark/Norge/Sverige.